# Айзігофен
Айзігофен (нім. Eisighofen) — громада в Німеччині, розташована в землі Рейнланд-Пфальц. Входить до складу району Рейн-Лан. Складова частина об'єднання громад Катценельнбоген.
Площа — 5,42 км2. Населення становить 255 ос. (станом на 31 грудня 2020).